# Między ziemią a niebem (film)
Między ziemią a niebem (ang. The Scream Team) – amerykański film, należący do kategorii Disney Channel Original Movies.

## Obsada
- Mark Rendall - Ian Carlyle
- Kat Dennings - Claire Carlyle
- Robert Bockstael - Richard Carlyle
- Eric Idle - Coffin Ed
- Tommy Davidson - Jumper
- Kathy Najimy - Mariah
- Kim Coates - Zachariah Kull
- Gary Reineke - dziadek Frank Carlyle
- Nigel Bennett - Warner
- Edie Inksetter - Face
- Zoie Palmer - Rebecca Kull